# Rullaggio
Con rullaggio si definisce lo spostamento di un velivolo sull'area di manovra di un aeroporto eseguito a terra, ovvero con le ruote del carrello poggiate sulla superficie della pista di volo, nelle manovre di decollo ed atterraggio, e sulle vie di rullaggio, dette anche taxiway, per il trasferimento dalla prima alle aree riservate al parcheggio e alla sosta degli aeromobili.

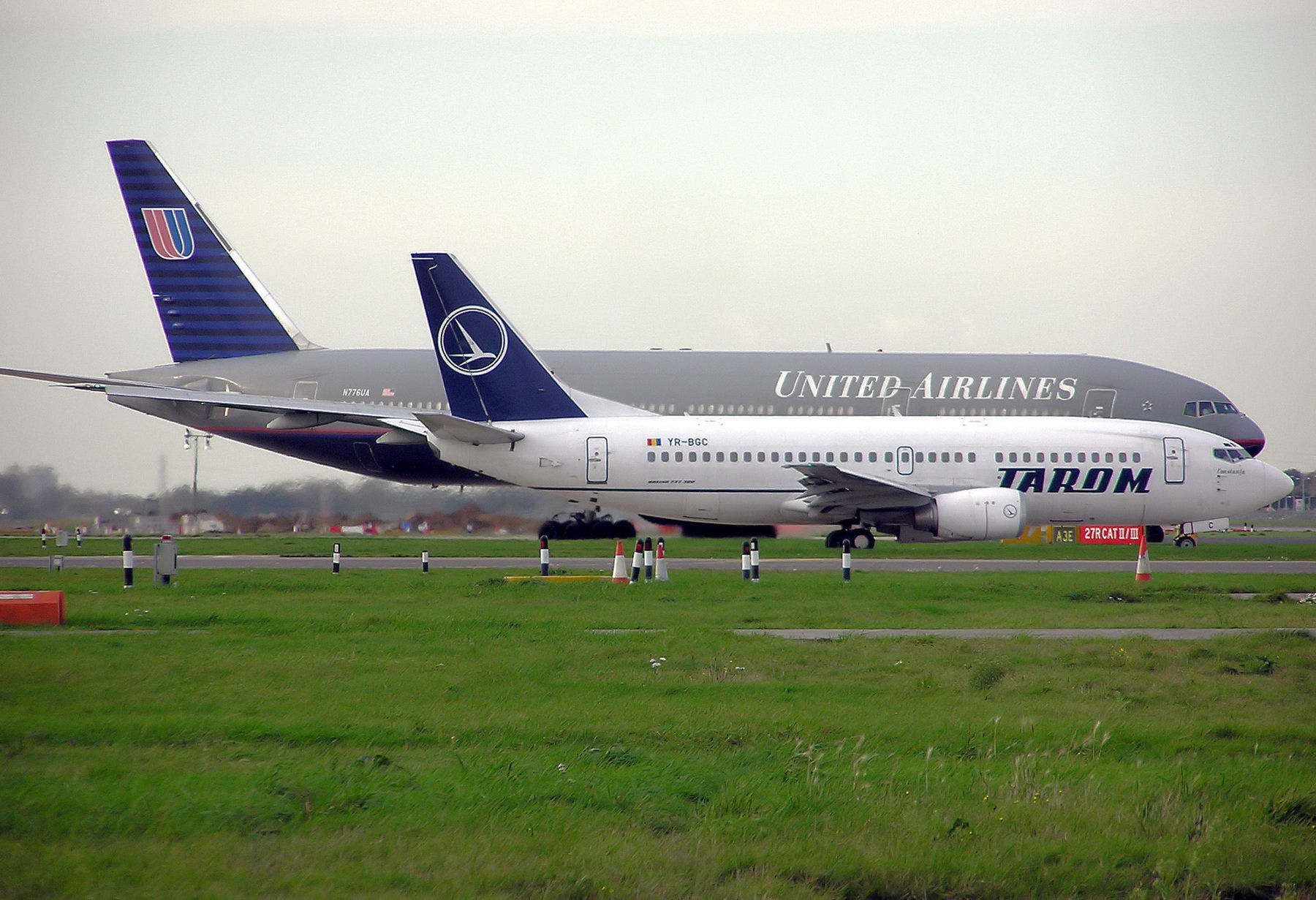
Un Boeing-737 della Tarom e un Boeing-777 della United Airlines impegnati in un rullaggio fianco a fianco, presso l'Aeroporto di Londra Heathrow.